# Carlton Football Club
Carlton Football Club, apodado como the Blues, es un equipo de fútbol australiano profesional, que juega en la Australian Football League. Su sede se encuentra en la ciudad de Melbourne, situada en Victoria, y juega en el Marvel Stadium.
Fundado en 1864, es el tercer equipo de fútbol más antiguo del campeonato solo por detrás de Melbourne y Geelong, así como uno de los más tradicionales. Además, es junto con Essendon el club con más campeonatos de liga; un total de 16.

## Historia
El equipo se crea en julio de 1864, y desde sus primeros años de existencia pasa a ser uno de los clubes más potentes de los distintos campeonatos regionales de Melbourne, desarrollando una fuerte rivalidad con Melbourne Football Club. En 1877 pasa a ser uno de los clubes fundadores de la VFA, y en 1897 pasa a formar parte de la recién creada Victorian Football League. Adoptaron el mote de Blues, debido a su equipación azul marino.
Su primer campeonato lo logra en 1906 ante Fitzroy Lions, y revalidaría campeonato en 1907 y 1908. Desde su primer título, los Blues lograron presencia en cinco finales consecutivas, y fueron uno de los principales dominadores del campeonato en sus primeros años de existencia. A partir de la década de 1920 y durante la Gran Depresión, el equipo fue sobrepasado por sus rivales de Collingwood, pero volvieron a hacerse fuertes en los años 1940. 
Otra de sus mejores rachas tuvo lugar en la década de 1970 y principios de 1980, cuando lograron cuatro títulos. Durante la época en la que solo figuraban clubes de Victoria, Carlton fue una de las principales potencias debido a que podía hacerse con los mejores jugadores de otros estados gracias a su capacidad económica, pero con la introducción del límite salarial la situación se igualó para todas las formaciones. Su última liga la obtuvo en 1995, al vencer a Geelong por 141-80 y con un récord de victorias al perder solo dos partidos en la liga regular.
Durante la década de 2000 los Blues pasaron a ser uno de los conjuntos más débiles, debido a una falta de adaptación al nuevo modelo del campeonato y algunos problemas como el pago de salarios por encima del límite permitido. El equipo está actualmente en proceso de reconstrucción, y trata de luchar por volver a clasificarse para las fases finales, algo que logró en 2009 al terminar séptimo.

## Estadio
Carlton juega sus partidos en el Marvel Stadium de Melbourne, con capacidad para 56 000 espectadores.

## Palmarés
- VFL/AFL: 16 (1906, 1907, 1908, 1914, 1915, 1938, 1945, 1947, 1968, 1970, 1972, 1979, 1981, 1982, 1987, 1995)
- Trofeo McClelland: 5 (1969, 1979, 1985, 1987, 1995)
- Liga regular: 17: (1906, 1907, 1908, 1910, 1914, 1916, 1921, 1932, 1938, 1941, 1947, 1972, 1976, 1979, 1981, 1987, 1995)